# (2874) Jim Young
(2874) Jim Young (1982 TH) – planetoida z pasa głównego asteroid okrążająca Słońce w ciągu 3,37 lat w średniej odległości 2,24 j.a. Odkryta 13 października 1982 roku.